# Juillet 1917 (guerre mondiale)
Juin 1917 - juillet 1917 - Août 1917
- 1er juillet : 
  - Premières attaques russes en Galicie : l'offensive Kerenski constitue la dernière action offensive d'envergure de l'armée russe durant le conflit.
  - Mise en circulation des Lei d'occupation dans les territoires roumains occupés par les puissances centrales.

- 6 juillet : 
  - Bataille d'Aqaba : conquête de la ville par les forces conjointes arabes et britanniques.
  - Offensive de la 8e armée russe face aux unités austro-hongroises déployées dans la région de Stanislav : les unités germano-austro-hongroises, bousculées doivent évacuer la région ; en dépit de succès initiaux, l'offensive s'enlise rapidement, en raison de la résistance austro-allemande et de la dissolution des unités russes.

- 13 juillet : 
  - Démission du chancelier impérial allemand, Theobald von Bethmann-Hollweg, sous la pression des militaires.

- 14 juillet : 
  - Nomination de Georg Michaelis au poste de chancelier impérial allemand, à la demande des militaires.
  - Louis de Battenberg, cousin du roi George V, donne à sa famille le nom de Mountbatten ; ce changement de nom est imposé par le fort sentiment anti-allemand qui se développe alors au Royaume-Uni.

- 16 juillet : 
  - première journée de juillet : tentative d'insurrection bolchevik à Pétrograd, rapidement réprimée ; les récents échecs militaires russes en sont la cause.

- 17 juillet :
  - Devant affronter une opinion publique de plus en plus hostile au Reich, le roi George V, issu d'une branche cadette de la maison de Wettin, change le nom de la famille régnante : la famille de Saxe-Cobourg-Gotha prend le nom de Windsor.

- 18 juillet : 
  - Contre-attaque allemande en Russie : le front russe se délite, les unités russes sont repoussées à 250 km de leurs lignes de départ.

- 19 juillet : 
  - Motion de paix au Reichstag allemand déposée à l'initiative de Matthias Erzberger. Le nouveau chancelier impérial allemand, Georg Michaelis, s'attire les foudres des parlementaires.
  - Évacuation totale de la Galicie par l'armée russe en retraite.

- 22 juillet : 
  - déclaration de guerre du Siam au Reich et à l'Autriche-Hongrie.

- 24 juillet :
  - Adoption par la chambre des communes du Canada de la loi mettant en place la circonscription dans le pays, point de départ de violentes émeutes sur l'ensemble du territoire canadien.

- 25 juillet : 
  - Le nouveau chancelier du Reich, Georg Michaelis, confirmé par les succès militaires du Reich en Russie s'affranchit des termes de la résolution de paix du Reichstag et se positionne officiellement en faveur des projets annexionnistes.

- 27 juillet : 
  - Arrivée aux États-Unis de cinq premiers bombardiers de type de Havilland DH.4 destiné à servir de modèle aux constructeurs américains.
  - Condamnation à mort de Mata-Hari, espionne au service du Reich, au terme d'un procès de trois jours.

- 31 juillet : 
  - Premières opérations alliées dans les Flandres, dans le cadre de la bataille de Passchendaele.
  - Conférence de Bingen : le gouvernement du Reich définit les formes de contrôle qu'il appelle de ses vœux dans les pays baltes.